# Башир ибн Сад
Башир ибн Са’д (араб. بشير بن سعد‎; ум. 633) — сподвижник пророка Мухаммада. Участник второй присяги при Акабе и многих военных походов мусульман против многобожников.

## Биография
Башир жил в Медине, происходил из племени хазрадж. Был одним из немногих, кто умел писать. Башир был участником второй присяги при Акабе. Он был отцом ан-Ну’мана ибн Башира.
После того, как мекканские мусульмане переселились в Медину, принимал участие во всех последующих сражениях мусульман против многобожников. Дважды вёл поход против бану Мурра в Фадаке (декабрь 629 г.) и против силы племени Гатафан, которое собиралось напасть на Медину. Первая экспедиция закончилась полным провалом. Сам Башир мужественно сражался, но был ранен. Его оставили умирать, но ночью он сумел добраться до Фадака, где его приютил местный еврей и через несколько дней Башир вернулся в Медину. Вторая экспедиция, в которой участвовало около 300 мусульман, была более успешной. Противник был рассредоточен и оставил большое количество трофеев. В том же году, когда Пророк посетил Мекку для совершения паломничества в соответствии с соглашением предыдущего года на Худайбие. Башир командовал вооруженным отрядом, который сопровождал паломников, но на Запретную территорию не вошёл.
После смерти Пророка, Башир поддержал курайшитов во время избрания халифа. Он был первым или одним из первых, кто присягнул Абу Бакру. Позже он присоединился к походу на Ирак и присутствовал при взятии Халидом ибн аль-Валидом аль-Хиры. Он умер в Айн ат-Тамр в 633. Неизвестно был ли он убит, или умер от раны, полученной незадолго до смерти.